# Frédéric Louf
Pour les articles homonymes, voir Louf.
Frédéric Louf est un réalisateur et scénariste français, né en 1962 en Picardie.

## Biographie
Après des études de droit et de commerce[précision nécessaire], Frédéric Louf est d'abord journaliste de cinéma au Matin de Paris, à La Libre Belgique, au Vif, à L'Express, au Soir, Casting Magazine.
En 2006 commence l’écriture de son premier long métrage, Le ciel s'est déchiré produit par Gilles Sandoz, Hugues Charbonneau et Marie-Ange Luciani. Le film, dont l'action se situe en 1981, sortira finalement en juillet 2011 sous le titre J'aime regarder les filles, emprunté à Patrick Coutin, auteur de la chanson éponyme datant de 1981.

## Filmographie
- 2000 : Les Petits oiseaux, court métrage[3]
- 2010 : J'aime regarder les filles[4],[5]